# Denza D9
Denza D9 — электромобиль-минивэн и подзаряжаемый гибрид (PHEV), выпускаемый компанией Denza с 2022 года.

## Описание
Denza D9 впервые был представлен в мае 2022 года, а продажи начались в августе того же года. Предлагалось четыре гибрида и два электромобиля. Гибридные автомобили стоили 335 000—445 000 юаней, а электромобили стоили 390 000—460 000 юаней. Также продавался полноприводный автомобиль по цене 660 000 юаней.
Интерьер оснащён 7 экранами, 3 из которых расположены впереди (10,25-дюймовая приборная панель, 15,6-дюймовый центральный экран управления и головной дисплей). Между передними сиденьями для пассажиров сзади установлен холодильник. Во втором ряду два экрана расположены на спинках спереди, а остальные — в подлокотниках. Зеркальное отображение экрана телефонов Android также предлагается в интеллектуальном интерактивном кокпите TS Link. Сиденья оснащены обогревами, системой вентиляции, функциями массажа и выдвижными подставками для ног. Также сиденья оборудованы тремя беспроводными зарядными устройствами мощностью 50 кВт.

## Технические характеристики
Автомобиль Denza D9 базируется на платформах e-platform 3.0 и DM-i в зависимости от типа (гибридный или полностью электрический). Запас хода гибридных автомобилей обеспечен от 945 до 1040 км, при этом запас хода на электротяге составляет 190 км и обеспечивает зарядку постоянным током мощностью до 80 кВт при расходе топлива 6,2 литра на 100 км. Автомобиль приводится в движение 1,5-литровым бензиновым двигателем с турбонаддувом в паре с электродвигателем DM-i EHS170. Запас хода электромобиля составляет 620 км при максимальной мощности двигателя 166 кВт и аккумуляторе LFP ёмкостью 103 кВт⋅ч.

## Галерея

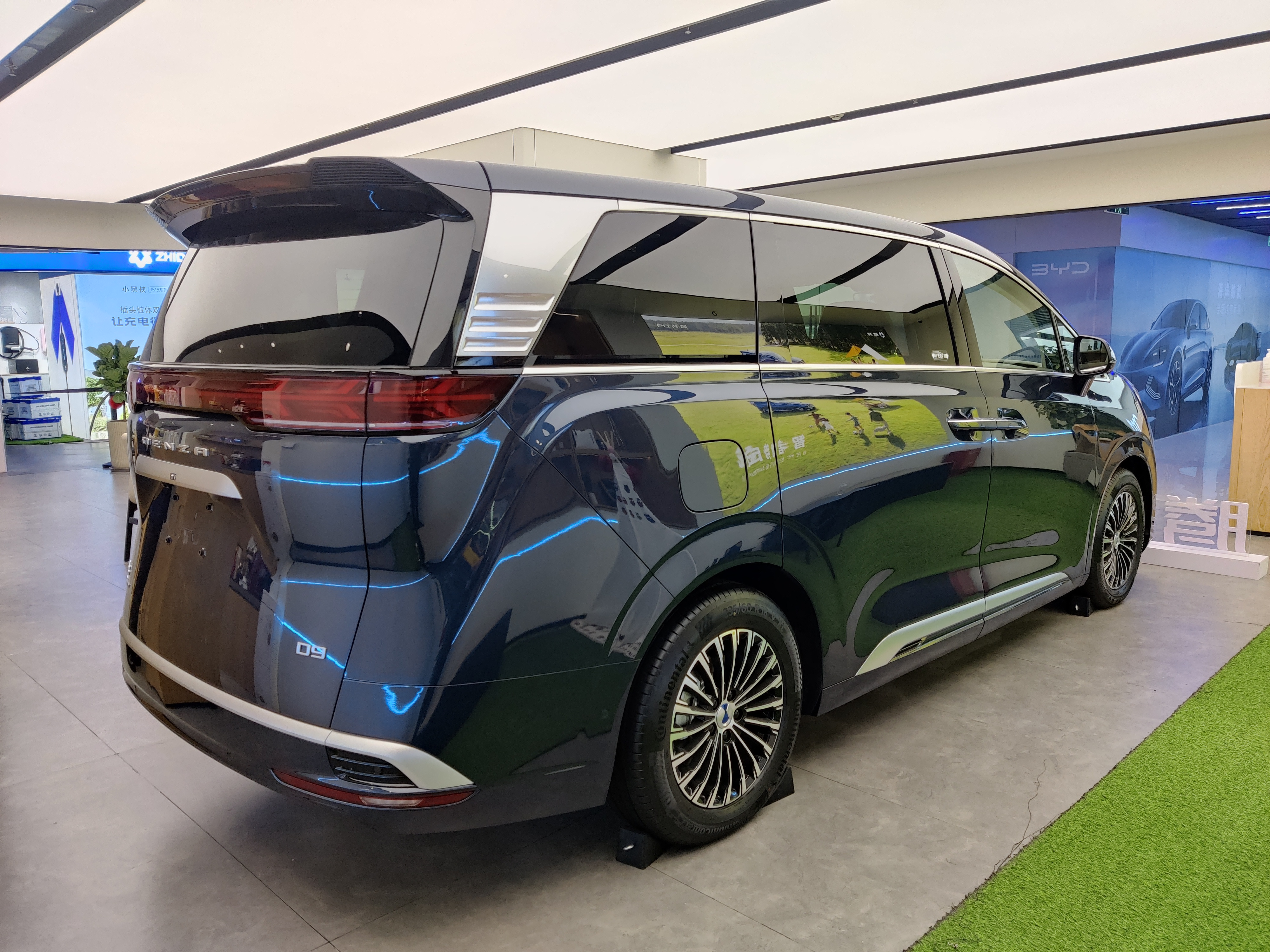
Вид сзади
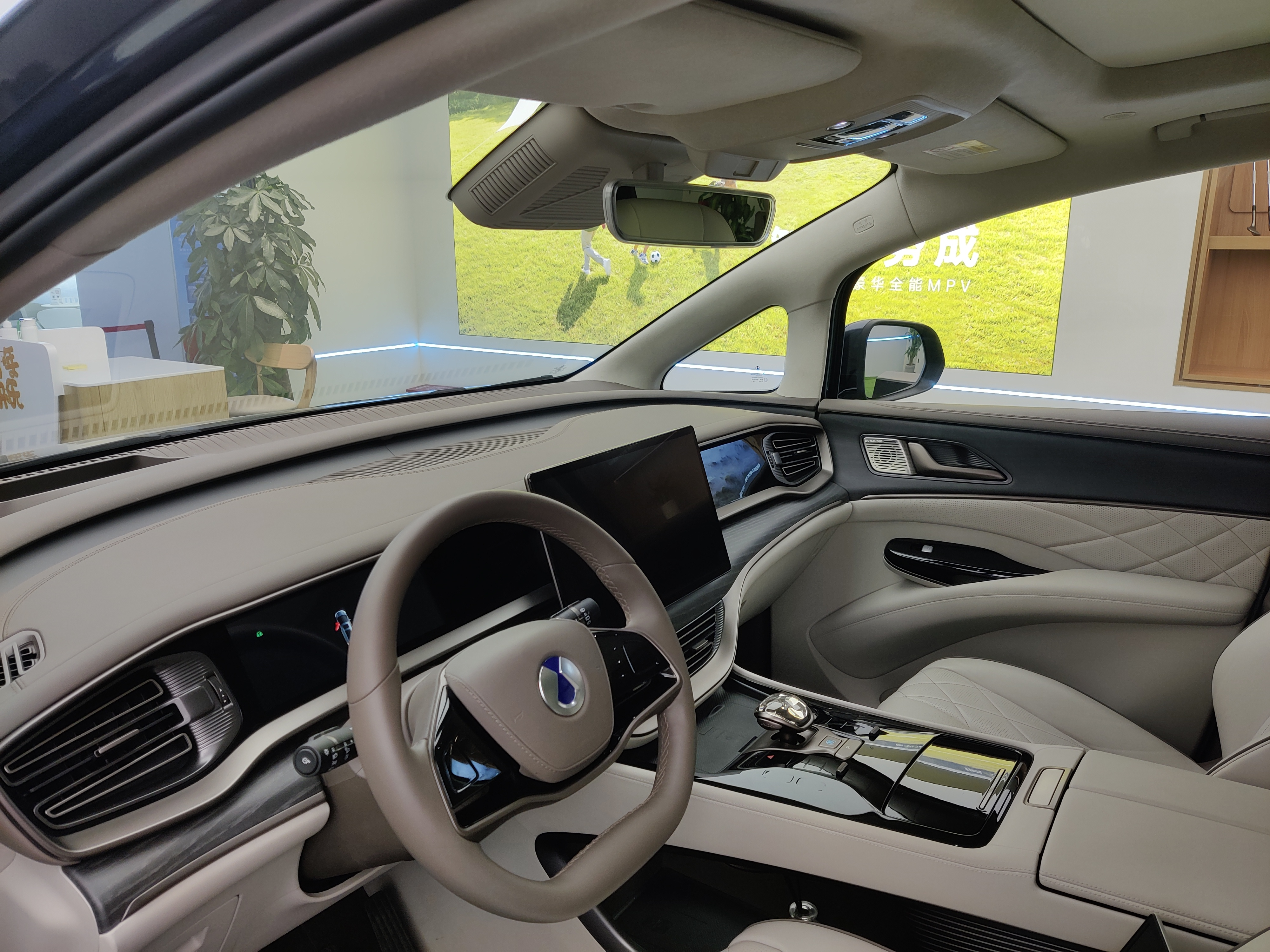
Интерьер
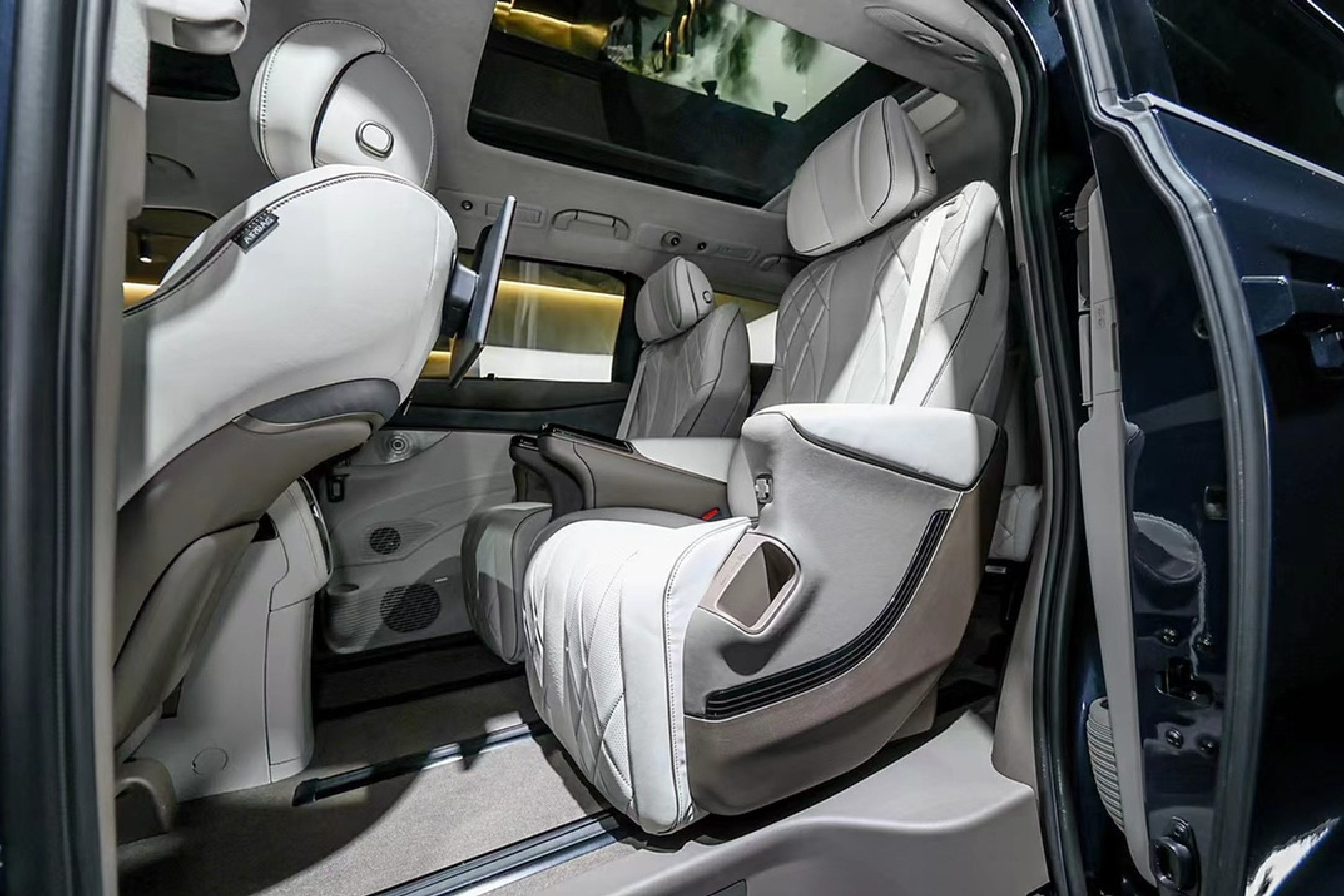
Салон